# Life's For Living
Life's For Living è un EP scritto e interpretato da Tim Armstrong, sotto lo pseudonimo "Tim Timebomb" pubblicato da Wild Honey Records, in collaborazione con Hellcat Records, il 28 maggio 2020.
I proventi derivanti dalla vendita di questo disco sono stati devoluti all'ospedale di Bergamo per sostenere la lotta al Covid-19.

## Tracce
1. Life’s For Living
2. It's Quite Alright
3. The Times They Are a-Changin' (Bob Dylan)